# 崔慈慧
崔慈惠（韓語：최자혜，1981年7月26日—），韓國女演員。2001年通過MBC第30期公開招募而入行，以演出《大長今》「盧昌伊」一角為人所熟悉。

## 演出作品

### 電視劇
- 2002年：MBC《自從遇見你》飾演 李松花
- 2003年：MBC《因為一直愛著你》
- 2003年：MBC《大長今》飾演 盧昌伊
- 2003年：MBC《對面家的女子》
- 2004年：KBS《狗兒來福》
- 2005年：MBC《加油！金順》飾演 羅金兒
- 2006年：KBS《春天華爾滋》飾演 洪美亭
- 2006年：KBS《逃亡者李斗英》
- 2006年：KBS《順玉啊》
- 2007年：SBS《說客》飾演 金秀芝
- 2008年：KBS《強敵們》
- 2010年：SBS《濟眾院》飾演 小林直子
- 2010年：SBS《沒關係，爸爸的女兒》飾演 徐喜才
- 2010年：KBS《麵包王金卓求》飾演 具慈京
- 2017年：SBS《甜蜜的冤家》飾演 鄭財熙
- 2018年：SBS《皇后的品格》飾演 河清緞
- 2019年：TV朝鮮《Leverage：詐騙操作團》飾演 申宥利
- 2020年：tvN 《產後調理院》飾演 全宥琳
- 2023年：KBS《真的出現了！》飾演 孔知明

### 電影
- 2021年：《我不解雇自己（朝鲜语：나는 나를 해고하지 않는다）》飾演 惠淑

### MV
- 2004年：申昇勳《那樣的日子會來吧》（搭檔金旻鍾）
- 2009年：Untouchable《Tell Me Why》（搭檔真理翰）

## 外部連結
- 崔慈慧的Instagram帳戶
- NAVER搜索 （页面存档备份，存于）